# The Addams Family (serie de 1964)
The Addams Family (La familia Addams en España o Los locos Addams en Hispanoamérica) fue una telecomedia estadounidense, de terror y humor negro, para adolescentes y adultos, que se emitió por la red de televisión ABC desde 1964 hasta 1966. La serie estuvo basada en las caricaturas de La Familia Addams, que Charles Addams había publicado en el The New Yorker, y que fueron adaptadas para la televisión por el productor David Levy.
Constó de 64 capítulos de 30 minutos de duración, filmados en blanco y negro, y emitidos en la cadena ABC, del 18 de septiembre de 1964 al 8 de abril de 1966. Suele ser comparada con su rival de la cadena de televisión CBS, The Munsters. Esta serie fue la primera adaptación de los personajes de The Addams Family en incluir la famosa melodía característica.
The Addams Family fue producida inicialmente por Filmways, Inc. en General Service Studios en Hollywood, California. La compañía que la sucedió, MGM Television, tiene los derechos del programa.

## Trama
Los Addams son una familia con intereses macabros y habilidades sobrenaturales. En ningún momento de la serie se da explicación de sus poderes.
El muy rico y entusiasta Gomez Addams (Homero Addams en Hispanoamérica) (John Astin) está enamorado perdidamente de su refinada esposa Morticia (Carolyn Jones). Junto con su hija Wednesday (Miércoles en España y Merlina en Hispanoamérica) (Lisa Loring), su hijo Pugsley (Pericles en Hispanoamérica) (Ken Weatherwax), el Tío Fester (Tío Fétido en España y Tío Lucas en Hispanoamérica) (Jackie Coogan) y la Abuela (Blossom Rock), residen en la calle del cementerio n.º 0001, en una ornamentada y frondosa mansión con dos sirvientes: Lurch (Largo en Hispanoamérica) (Ted Cassidy), un mayordomo y Thing (acreditado como Cosa/Dedos, pero el personaje fue interpretado por Cassidy y Jack Voglin), una mano sin cuerpo que sale de una caja de madera. Algunos familiares que aparecen en algunos episodios incluyen a Cousin Itt (Primo Eso en España y Tío Cosa en Hispanoamérica) (Felix Silla), la hermana mayor de Morticia, Ofelia (interpretada por Carolyn Jones) o la madre de Morticia, la Abuela Frump (Abuela Macuca en Hispanoamérica) (Margaret Hamilton).

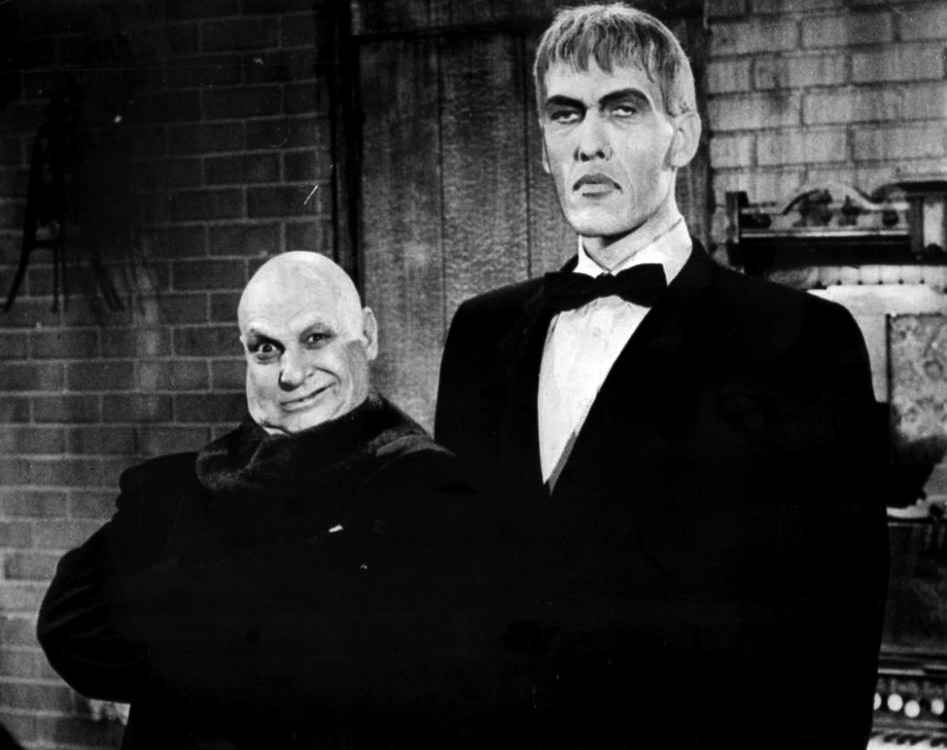
Tío Fétido/Tío Lucas (Jackie Coogan) y Lurch/Largo (Ted Cassidy) en 1966

El humor de la serie deriva del choque cultural entre ellos y el resto del mundo. Los visitantes normales son agasajados con mucha cortesía, a pesar de las malvadas intenciones de estos. Suelen ser sorprendidos por las reacciones negativas que tienen cuando son buenos y se comportan de manera normal. Un tema recurrente en el epílogo es que los Addams reciben noticias de su visitante del episodio, ya sea por correo, teléfono o en los periódicos. Al final, el visitante acaba siendo ingresado en un manicomio, cambia de trabajo, se va del país y cosas similares que cambien su vida de forma negativa. Los Addams siempre acaban malinterpretando el mensaje, creyendo que fue para bien.
El tono fue decidido por el productor Nat Perrin, quien era un amigo cercano de Groucho Marx y escritor de varias películas de los Hermanos Marx. Perrin dio las ideas para las historias, dirigió un episodio y reescribió todos los guiones.

## Tema
La serie de televisión ofreció una canción temática memorable, escrita y arreglada por el compositor de Hollywood de largo plazo Vic Mizzy. El arreglo de la canción fue dominado por un clavicordio y se destacó como complemento de percusión. El actor Ted Cassidy, en su voz Lurch, puntuó las letras con palabras como puro, dulce y pequeño. El tema de Mizzy era bastante popular para disfrutar de un lanzamiento como un sencillo de 45 rpm, aunque no logró hacer las listas nacionales. La canción fue revivida para la serie animada de los años 90, así como en 2007 para una serie de anuncios de la televisión de la familia de Addams para los caramelos de M&M's.

## Personajes

### Principales

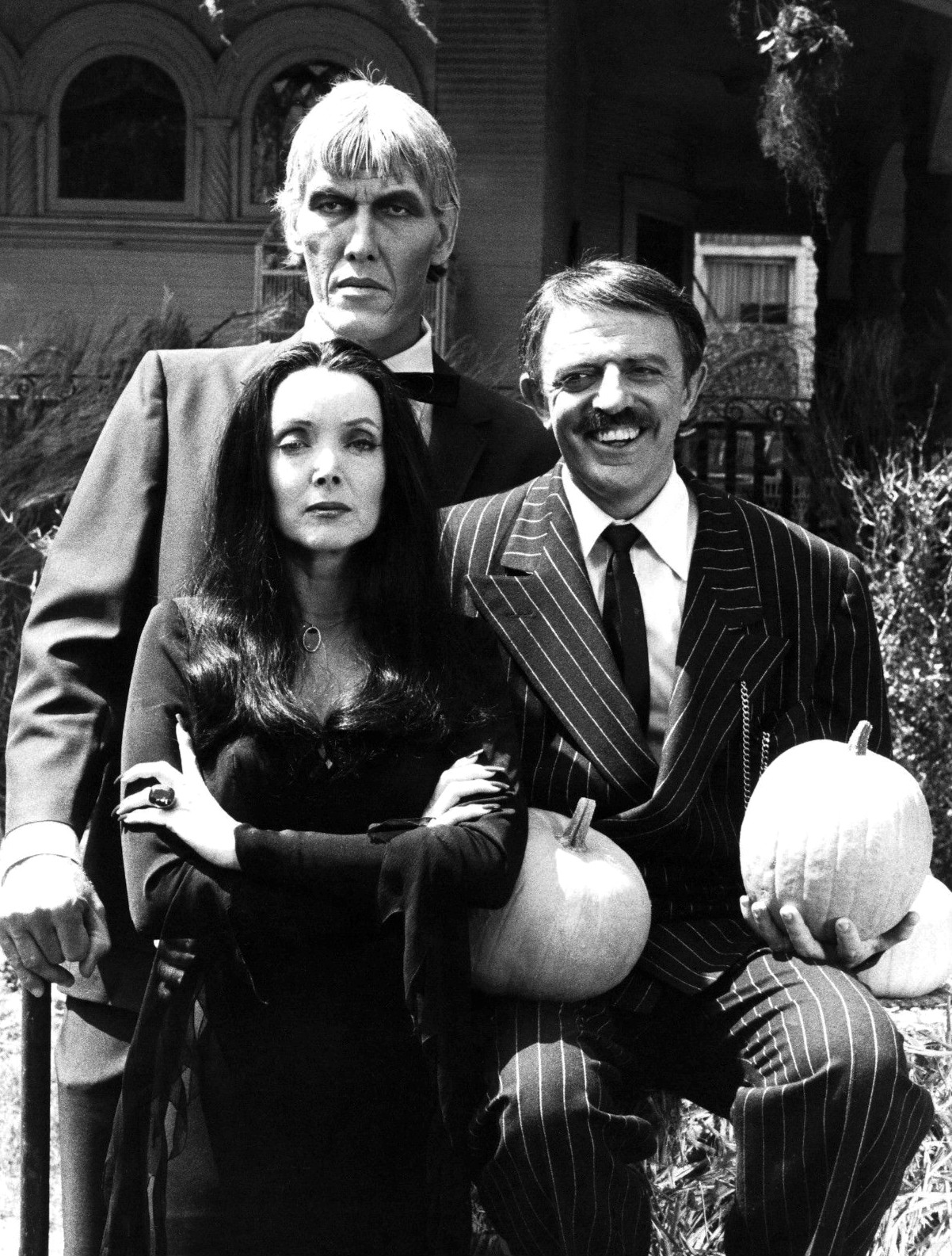
Largo/Lurch (Ted Cassidy), Morticia (Carolyn Jones) y Gomez/Homero (John Astin) en 1977.

- Gomez Addams (Homero Addams en Hispanoamérica, interpretado por John Astin): es el padre de la familia. De trato efusivo y afable. Quiere mucho a sus hijos y a su esposa. Le gusta torturarse y a veces, hasta darse baños en ácido. Vuelve locos a sus vecinos, aunque cree que todos lo adoran. Le encanta hacer estallar su juego de trenes. Adora a su esposa Morticia. Cuando ella le habla en francés, se vuelve loco y le besa todo el brazo.

- Morticia Addams (interpretada por Carolyn Jones): es la madre de la familia. Es muy refinada y femenina. Cría a los niños, cuida de su planta carnívora Cleopatra, y mantiene toda la casa sucia y tétrica. Siempre viste de negro y le gusta caminar por el cementerio. Cuando ella habla en francés, Gomez se vuelve loco y le besa el brazo. Tiene la manía de cortar la rosa de las macetas y dejar solo el tallo de la flor.

- Tío Fester (Tío Fétido en España y Tío Lucas en Hispanoamérica): se podría decir que es el más raro de todos. Hay algunas contradicciones de su relación familiar con los demás miembros. En el capítulo donde Gomez tiene que enamorar a la maestra de Pugsley, Fester le dice a Gomez que él es su sobrino favorito, por lo cual da a entender que podría ser hermano de su padre (si no, no sería Addams). Pero en otro capítulo, donde un motociclista choca fuera de la vivienda de los Addams, en una charla al inicio, Fétido le dice a Gomez «Me gustaría haber salido con mi mamá», refiriéndose a la abuela Addams. En las películas, es el hermano de Gomez Addams. Cuando eran niños, se aborrecían. Ahora, de adultos, se estiman un poco (aunque tienen raras formas de demostrarlo). Está muy contracturado y además es calvo. Uno de sus pasatiempos favoritos es encender una bombilla con la boca y poner la cabeza en una prensa.

- Pugsley Addams (Pericles en Hispanoamérica): es el hijo de los Addams. Es muy gordo. Al parecer, quiere seguir todos los pasos de su familia, en especial los de su tío Fester, a quien admira mucho por su gran conocimiento de cosas asquerosas. En la versión original él es el hijo mayor, pero en las películas y caricaturas es el menor.

- Wednesday Addams (Miércoles en España y Merlina en Hispanoamérica) interpretada por Lisa Loring: es la hija de los Addams. Es una niña retraída, seria, tiene mirada de pocos amigos y no le gusta mucho jugar con otros niños, aunque a veces hace travesuras con su hermano. Usa un par de trenzas y se viste tan oscura como su madre. Lleva en sus brazos una muñeca decapitada llamada María Antonieta (por la reina de Francia ejecutada en la guillotina en la Revolución francesa). Siempre está experimentando con su hermano e intenta matarlo (supuestamente lo hace por cariño), aunque hay ocasiones en que es su hermano quien intenta matarla a ella. En la serie original es una niña algo oscura pero con un simple toque de mucha ternura, y en las películas es una niña muy seria y con humor negro. Es la hija menor originalmente, pero en las películas y caricaturas es mayor que su hermano.

- Abuela Addams: es la madre de Gomez y Fester. Es una auténtica bruja. Le fascina preparar extrañas pócimas y lanzar hechizos que siempre desembocan en algún desastre. Aunque a veces sus brujerías ayudan en algo a los demás. Como la madre de Morticia, actúa Margaret Hamilton que veinticinco años atrás interpretó a la bruja mala de El mago de Oz. Es la abuela de pelo negro que en un capítulo vino del manicomio con los pelos parados. Se sabe que su nombre es Eudora.

- Lurch (Largo en Hispanoamérica): es el mayordomo de la familia. Es un hombre extremadamente alto, de mirada muy seria y aspecto tétrico, pero un excelente músico, toca muy bien el clavecín. Habla muy poco y cuando lo hace es con una voz muy grave. Es considerado parte de la familia. Es una referencia al monstruo de Frankenstein. Para llamarlo, Gomez jala de una cuerda de horca que pende del techo, provocando un gran estruendo que hace temblar la casa como si fuese un terremoto.

- Thing (Cosa en España y Dedos en Hispanoamérica): es, literalmente, una mano humana caucásica con vida propia; aunque esto nunca le es impedimento para ayudar en todo lo que su único miembro le permita. Se comunica con el resto de la familia por medio de código Morse o con lengua de señas.

### Mascotas de los Addams
- Kitty Kat (Minino): es un león, pero, para la familia, es un gato domesticado. No le ven nada de peligroso.
- Cleopatra: es la planta carnívora de Morticia, una estranguladora africana y devoradora de hombres.
- Aristotle (Aristóteles en España, Monopolio en Hispanoamérica): es el pulpo de Pugsley y en las continuidades de películas animadas (2019 y 2021) mascota de Wednesday.
- Homer (Tomasa en Hispanoamérica): es una de las arañas de Wednesday. Ella es la única que sabe el nombre.
- Tristán e Isolda: son dos pirañas cuidadas por los Addams.
- Zelda: el buitre de la familia.

### Recurrentes
- Cousin Itt (primo Eso en España y tío Cosa en Hispanoamérica) interpretado por Felix Silla: es un hombre bajito y completamente cubierto de pelo desde la cabeza hasta los pies, tío de Gomez y de Fester. Habla en un tono altísimo balbuceando un idioma que solo conocen los de la familia. Por lo general lleva solo un bombín, un par de gafas de sol y guantes; Y habla en incesante e ininteligible charlatanería, que la familia no tiene dificultad para entender. Una vez Gomez Addams le pregunta qué hay debajo de todo el cabello. Itt responde «Raíces». En un episodio, se dice que Itt tiene «el ojo de un águila... más algunos de los suyos». Sin embargo, usa gafas de sol convencionales, supuestamente para que la gente no le moleste por los autógrafos.
- Ofelia Frump: es la hermana mayor de Morticia y original prometida de Gomez. Tiene la costumbre de tirar hombres bien lejos, siendo su cuñado la principal víctima.
- Abuela Frump (Abuela Macuca en Hispanoamérica): madre de Morticia y Ofelia y amiga de la Abuela Addams. Su nombre es Hester.
- Dr. Mabubu Mabubu: es el médico brujo de la familia. Aparece recurrentemente cuando tratan de llamarlo, pero luego les dice que no hace más visitas a domicilio. Vive en África.